# Eleições estaduais em Goiás em 1998

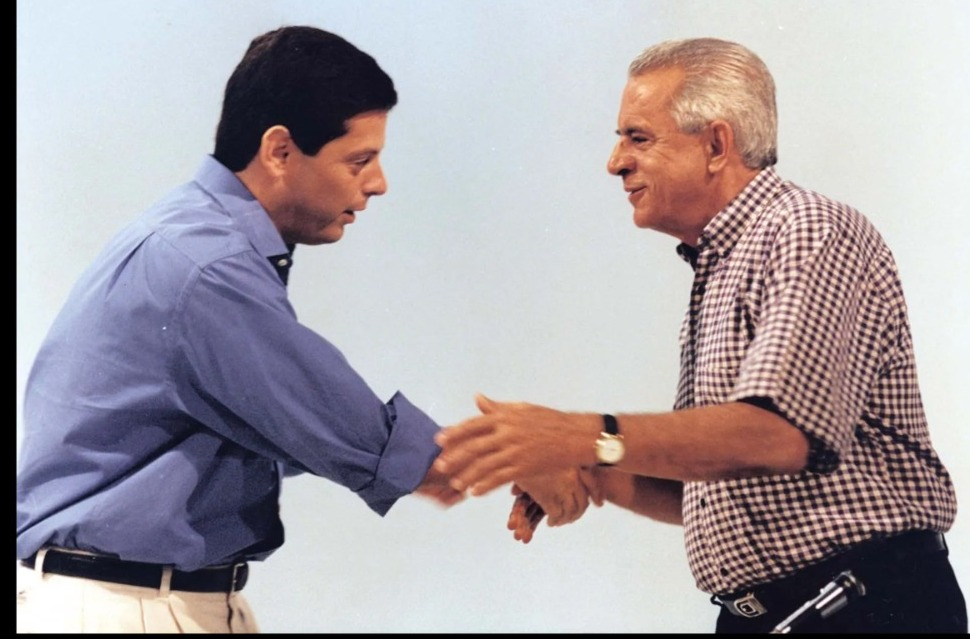
Marconi Perillo e Iris Rezende.

As eleições estaduais em Goiás em 1998 ocorreram no dia 4 de outubro como parte das eleições gerais em 26 estados e no Distrito Federal. Foram eleitos o governador Marconi Perillo, o vice-governador Alcides Rodrigues, o senador Maguito Vilela, 17 deputados federais e 41 estaduais. Como nenhum candidato a governador recebeu a maioria dos votos válidos, houve um segundo turno em 25 de outubro entre Marconi Perillo e Iris Rezende.
Nascido em Goiânia, o governador Marconi Perillo é servidor público e sua primeira filiação partidária foi ao PMDB no primeiro governo Iris Rezende em 1983 e nele ficou por nove anos. Presidente da ala jovem do partido em Goiás, membro do diretório estadual e presidente nacional do PMDB Jovem, foi assessor especial do governador Henrique Santillo e conselheiro da Companhia de Habitação de Goiás. Eleito deputado estadual em 1990, foi membro de uma dissidência partidária que se abrigaria no PST até sua extinção, migrou para o PP. Eleito deputado federal em 1994, teve uma passagem fugaz no PPB antes do ingresso no PSDB. Seu triunfo na luta pelo Palácio das Esmeraldas encerrou um ciclo e pela primeira vez o PMDB perdeu uma eleição direta para o governo goiano após quatro disputas vitoriosas.
Para vice-governador foi eleito Alcides Rodrigues. Médico com serviços prestados à Força Aérea Brasileira, nasceu em Santa Helena de Goiás e é formado pela Universidade Federal de Uberlândia com residência médica no Hospital Geral de Bonsucesso e pós-graduado em Ginecologia e Obstetrícia. Filiado ao PDC foi eleito deputado estadual em 1990 e prefeito de Santa Helena em 1992, cargos que precederam sua chegada à condição de vice-governador sob a legenda do PPB.
Quanto à eleição para senador esta foi decidia em favor de Maguito Vilela. Advogado formado no Centro Universitário de Anápolis em 1974, foi professor na rede estadual de ensino e presidente da Jataiense, clube de futebol da cidade onde nasceu. Eleito vereador de Jataí via ARENA em 1976, presidiu a Câmara Municipal. Ingressou no PMDB após o fim do bipartidarismo sendo eleito deputado estadual em 1982, deputado federal em 1986 e assinou a Carta Magna de 1988. Na década seguinte foi eleito vice-governador de Goiás na chapa de Iris Rezende em 1990 e, após renunciar ao mandato, foi eleito governador em 1994 e quatro anos depois abdicou da reeleição e deixou o Palácio das Esmeraldas a fim de eleger-se senador.

## Pesquisas de opinião
A eleição para governador de 1998 foi a primeira derrota eleitoral da biografia de Iris Rezende (PMDB). E a vitória de Marconi Perillo (PSDB) é considerada uma das maiores reviravoltas eleitorais no estado..
| Período da pesquisa | Instituto | Candidato              | Candidato           | Candidato            | Candidato                    | Candidato             | Candidato            | Nenhum / Branco / Nulo / NS / NR |
| Período da pesquisa | Instituto | Marconi Perillo (PSDB) | Iris Rezende (PMDB) | Osmar Magalhães (PT) | Martiniano Cavalcante (PSTU) | Everaldo Pastore (PV) | Chico Dentista (PMN) | Nenhum / Branco / Nulo / NS / NR |
| ------------------- | --------- | ---------------------- | ------------------- | -------------------- | ---------------------------- | --------------------- | -------------------- | -------------------------------- |
| 07/08 a 10/08/1998  | Ibope.    | 6%                     | 65%                 | 2%                   | 1%                           | 1%                    | 1%                   | 26%                              |
| 8/09/1998           | Ibope.    | 22%                    | 52%                 | 2%                   | 0%                           | 0%                    | 0%                   | 24%                              |
| 18 a 22/09/1998     | Ibope.    | 27%                    | 53%                 | 2%                   | 1%                           | -%                    | 0%                   | 18%                              |
| 28/09/1998          | Serpes.   | 39,25%                 | 45,10%              | 1,15%                | 0,30%                        | 0,10%                 | 0,20%                | 13,9%                            |

## Resultado da eleição para governador

### Primeiro turno
| Candidatos a governador do estado | Candidatos a vice-governador | Número | Coligação                                                                                      | Votação | Percentual |
| --------------------------------- | ---------------------------- | ------ | ---------------------------------------------------------------------------------------------- | ------- | ---------- |
| Marconi Perillo PSDB              | Alcides Rodrigues PPB        | 45     | Certeza de um Tempo Novo (PSDB, PPB, PFL, PTB, PSDC)                                           | 946.588 | 48,59%     |
| Iris Rezende PMDB                 | Romilton Moraes PSD          | 15     | Goiás Rumo ao Futuro (PMDB, PSD, PSB, PL, PPS, PSC, PSL, PST, PAN, PTN, PRN, PRP, PRTB, PTdoB) | 914.035 | 46,91%     |
| Osmar Magalhães PT                | Fábio Tokarski PCdoB         | 13     | Oposição pra Valer (PT, PCdoB, PDT)                                                            | 61.355  | 3,15%      |
| Martiniano Cavalcante PSTU        | Luiz Fortini PSTU            | 16     | PSTU (sem coligação)                                                                           | 12.499  | 0,64%      |
| Everaldo Pastore PV               | João Gomes Neto PV           | 43     | PV (sem coligação)                                                                             | 7.168   | 0,37%      |
| Chico Dentista PMN                | Jair Paes de Castro PMN      | 33     | PMN (sem coligação)                                                                            | 6.645   | 0,34%      |

### Segundo turno
| Candidatos a governador do estado | Candidatos a vice-governador | Número | Coligação                                                                                      | Votação   | Percentual |
| --------------------------------- | ---------------------------- | ------ | ---------------------------------------------------------------------------------------------- | --------- | ---------- |
| Marconi Perillo PSDB              | Alcides Rodrigues PPB        | 45     | Certeza de um Tempo Novo (PSDB, PPB, PFL, PTB, PSDC)                                           | 1.157.988 | 53,28%     |
| Iris Rezende PMDB                 | Romilton Moraes PSD          | 15     | Goiás Rumo ao Futuro (PMDB, PSD, PSB, PL, PPS, PSC, PSL, PST, PAN, PTN, PRN, PRP, PRTB, PTdoB) | 1.015.340 | 46,71%     |

## Resultado da eleição para senador
Segundo o Tribunal Superior Eleitoral foram apurados 1.841.444 votos nominais assim distribuídos:
| Candidatos a senador da República | Candidatos a suplente de senador                             | Número | Coligação                                                                                      | Votação   | Percentual |
| --------------------------------- | ------------------------------------------------------------ | ------ | ---------------------------------------------------------------------------------------------- | --------- | ---------- |
| Maguito Vilela PMDB               | Iris de Araújo PMDB José Saad PMDB                           | 15     | Goiás Rumo ao Futuro (PMDB, PSD, PSB, PL, PPS, PSC, PSL, PST, PAN, PTN, PRN, PRP, PRTB, PTdoB) | 1.261.950 | 68,53%     |
| Fernando Cunha PSDB               | Aguinaldo Mesquita PFL Flavio Tiraldi PTB                    | 45     | Certeza de um Tempo Novo (PSDB, PPB, PFL, PTB, PSDC)                                           | 449.192   | 24,39%     |
| Jorge Antonini PDT                | Nelson Remy Gillet PT Honório Ângelo da Rocha PCdoB          | 12     | Oposição pra Valer (PT, PCdoB, PDT)                                                            | 72.249    | 3,92%      |
| Carlos Sérgio de Araújo PMN       | Romilda Freire de Castro PMN Benivaldo Ribeiro de Sousa PMN  | 33     | PMN (sem coligação)                                                                            | 23.797    | 1,29%      |
| Miriam Bianca Ribeiro PSTU        | Edson Araújo Dias PSTU Carlos Alberto Vicente PSTU           | 16     | PSTU (sem coligação)                                                                           | 22.872    | 1,24%      |
| John Mivaldo da Silveira PV       | Patrícia Guimarães de Queiroz PV Deusair Oliveira Martins PV | 43     | PV (sem coligação)                                                                             | 11.484    | 0,63%      |

## Deputados federais eleitos
São relacionados os candidatos eleitos com informações complementares da Câmara dos Deputados.

Representação eleita
  PMDB: 8
  PSDB: 3
  PFL: 2
  PL: 1
  PT: 1
  PSD: 1
  PPB: 1

Fonteː
| Deputados federais eleitos | Partido | Votação | Percentual | Cidade onde nasceu | Unidade federativa |
| Lídia Quinan               | PMDB    | 120.705 | 6,50%      | Campinas           | São Paulo          |
| Ronaldo Caiado             | PFL     | 100.446 | 5,41%      | Anápolis           | Goiás              |
| Juquinha Neves             | PMDB    | 83.221  | 4,48%      | Goiânia            | Goiás              |
| Euler Morais               | PMDB    | 77.268  | 4,16%      | Arapuá             | Minas Gerais       |
| Barbosa Neto               | PMDB    | 74.794  | 4,03%      | Goiânia            | Goiás              |
| Geovan Freitas             | PL      | 69.939  | 3,77%      | Jataí              | Goiás              |
| Lúcia Vânia                | PSDB    | 69.716  | 3,75%      | Cumari             | Goiás              |
| Pedro Wilson Guimarães     | PT      | 61.623  | 3,32%      | Marzagão           | Goiás              |
| Luís Bittencourt           | PMDB    | 61.510  | 3,31%      | Goiânia            | Goiás              |
| Pedro Canedo               | PSDB    | 61.297  | 3,30%      | Anápolis           | Goiás              |
| Norberto Teixeira          | PMDB    | 59.753  | 3,22%      | São Pedro          | São Paulo          |
| Pedro Chaves               | PMDB    | 57.317  | 3,09%      | São Domingos       | Goiás              |
| Jovair Arantes             | PSDB    | 56.427  | 3,04%      | Buriti Alegre      | Goiás              |
| Nair Lobo                  | PMDB    | 56.338  | 3,03%      | Anápolis           | Goiás              |
| José Gomes da Rocha        | PSD     | 55.133  | 2,97%      | Itumbiara          | Goiás              |
| Roberto Balestra           | PPB     | 51.514  | 2,77%      | Inhumas            | Goiás              |
| Vilmar Rocha               | PFL     | 41.700  | 2,24%      | Rio Verde          | Goiás              |

## Deputados estaduais eleitos
Estavam em jogo 41 vagas na Assembleia Legislativa de Goiás, assim distribuídas: PMDB, com 16; PSDB, 6; PSD e PL, 4; PPB, 3; PST e PFL, 2; PT, PSC, PC do B e PDT, 1 vaga.

Representação eleita
  PMDB: 16
  PSDB: 6
  PSD: 4
  PL: 4
  PPB: 3
  PFL: 2
  PST: 2
  PCdoB: 1
  PSC: 1
  PT: 1
  PDT: 1

Fonteː
| Número | Deputados estaduais eleitos | Partido | Votação | Percentual | Cidade onde nasceu       | Unidade federativa |
| 15180  | Kennedy Trindade            | PMDB    | 45.848  | 2,33%      | Senador Canedo           | Goiás              |
| 15123  | José Nelto                  | PMDB    | 33.548  | 1,71%      | Tiros                    | Minas Gerais       |
| 15115  | Onaide Santillo             | PMDB    | 26.133  | 1,33%      | Anápolis                 | Goiás              |
| 15170  | Iram Saraiva                | PMDB    | 24.875  | 1,27%      | Goiânia                  | Goiás              |
| 15136  | Léo Mendanha                | PMDB    | 24.592  | 1,25%      | Inhumas                  | Goiás              |
| 15111  | Adib Elias                  | PMDB    | 24.579  | 1,25%      | Catalão                  | Goiás              |
| 15141  | José Essado                 | PMDB    | 23.987  | 1,22%      | Inhumas                  | Goiás              |
| 15134  | Gilberto Naves              | PMDB    | 23.825  | 1,21%      | Goianésia                | Goiás              |
| 15190  | Sandes Júnior               | PMDB    | 22.867  | 1,16%      | Porto Nacional           | Tocantins          |
| 41123  | Paulo Rodrigues             | PSD     | 22.404  | 1,14%      | Cachoeira Alta           | Goiás              |
| 15126  | Rose Cruvinel               | PMDB    | 21.815  | 1,11%      | Goiânia                  | Goiás              |
| 41155  | Dr. George Morais           | PSD     | 21.734  | 1,11%      | Caiapônia                | Goiás              |
| 15135  | Nelson Antônio              | PMDB    | 21.435  | 1,09%      | Jataí                    | Goiás              |
| 41111  | Livio Luciano               | PSD     | 21.398  | 1,09%      | Goiânia                  | Goiás              |
| 15116  | Rogério Troncoso            | PMDB    | 21.067  | 1,07%      | Morrinhos                | Goiás              |
| 45150  | Sebastião Tejota            | PSDB    | 20.008  | 1,02%      | Montalvânia              | Minas Gerais       |
| 15118  | Lamis Cosac                 | PMDB    | 19.902  | 1,01%      | Beirute                  | Líbano             |
| 45177  | Pastor Benedito Marinho     | PSDB    | 19.865  | 1,01%      | Goiânia                  | Goiás              |
| 41141  | Helder Valin                | PSD     | 19.795  | 1,01%      | Goiânia                  | Goiás              |
| 11116  | Tião Caroço                 | PPB     | 19.405  | 0,99%      | Formosa                  | Goiás              |
| 45111  | Luiz Moura                  | PSDB    | 18.862  | 0,96%      | Conceição do Mato Dentro | Minas Gerais       |
| 25111  | Jalles Fontoura             | PFL     | 17.465  | 0,89%      | Goianésia                | Goiás              |
| 15131  | Marcelo Melo                | PMDB    | 17.295  | 0,88%      | Luziânia                 | Goiás              |
| 15160  | Geraldo Lemos               | PMDB    | 16.611  | 0,85%      | Rio Verde                | Goiás              |
| 15121  | Antônio Ribeiro             | PMDB    | 16.479  | 0,84%      | Pirajuba                 | Minas Gerais       |
| 25999  | Dr. Célio Silveira          | PFL     | 16.306  | 0,83%      | Luziânia                 | Goiás              |
| 22200  | Dr. Jardel Sebba            | PL      | 15.349  | 0,78%      | Catalão                  | Goiás              |
| 22210  | Nô                          | PL      | 15.153  | 0,77%      | Nerópolis                | Goiás              |
| 45151  | Honor Cruvinel              | PSDB    | 14.816  | 0,75%      | Morrinhos                | Goiás              |
| 22144  | Abdul Hamid Sebba           | PL      | 13.791  | 0,70%      | Araguari                 | Minas Gerais       |
| 65123  | Denise Carvalho             | PCdoB   | 13.791  | 0,66%      | São Paulo                | São Paulo          |
| 11105  | Nédio Leite                 | PPB     | 12.262  | 0,62%      | Jaraguá                  | Goiás              |
| 22123  | Antônio Andrade             | PL      | 12.224  | 0,62%      | Santa Helena de Goiás    | Goiás              |
| 11111  | Lila Spadoni                | PPB     | 12.197  | 0,62%      | Rio Verde                | Goiás              |
| 45155  | Prof° Luciano Fonseca       | PSDB    | 11.940  | 0,61%      | Itaberaí                 | Goiás              |
| 45133  | Samuel Almeida              | PSDB    | 11.908  | 0,61%      | Itaguaru                 | Goiás              |
| 20111  | Ronildo Naves               | PSC     | 9.721   | 0,49%      | Indianópolis             | Minas Gerais       |
| 13230  | Rubens Otoni                | PT      | 9.600   | 0,49%      | Goianésia                | Goiás              |
| 12644  | Isaura Lemos                | PDT     | 9.443   | 0,48%      | Jundiaí                  | São Paulo          |
| 18181  | Rosiron                     | PST     | 8.894   | 0,45%      | Porangatu                | Goiás              |
| 18151  | Afrêni                      | PST     | 8.426   | 0,43%      | Niquelândia              | Goiás              |